# Djibril Ouattara
Djibril Ouattara (ur. 19 września 1999 w Bobo-Dioulasso) – burkiński piłkarz grający na pozycji napastnika. Od 2021 jest zawodnikiem klubu Olympic Safi.

## Kariera klubowa
Swoją karierę piłkarską Ouattara rozpoczął w klubie Vitesse Bobo-Dioulasso, w którym zadebiutował w sezonie 2016/2017. W 2017 roku przeszedł do ASF Bobo-Dioulasso. W sezonie 2017/2018 wywalczył z nim mistrzostwo Burkiny Faso.
Na początku 2019 roku Ouattara przeszedł do marokańskiego klubu Renaissance Berkane. Latem 2021 został piłkarzem Olympic Safi. Swój debiut w nim zaliczył 10 września 2021 w przegranym 0:1 domowym meczu z Difaâ El Jadida.

## Kariera reprezentacyjna
W reprezentacji Burkiny Faso Ouattara zadebiutował 24 stycznia 2018 w zremisowanym 1:1 meczu Mistrzostw Narodów Afryki 2018 z Kamerunem, rozegranym w Tangerze. W 2022 roku został powołany do kadry na Puchar Narodów Afryki 2021. Wraz z Burkiną Faso zajął 4. miejsce na tym turnieju. Rozegrał na nim trzy mecze: ćwierćfinałowy z Tunezją (1:0), półfinałowy z Senegalem (1:3) i o 3. miejsce z Kamerunem (3:3, k. 3:5, strzelił w nim gola).